# 흰 수염 폭포

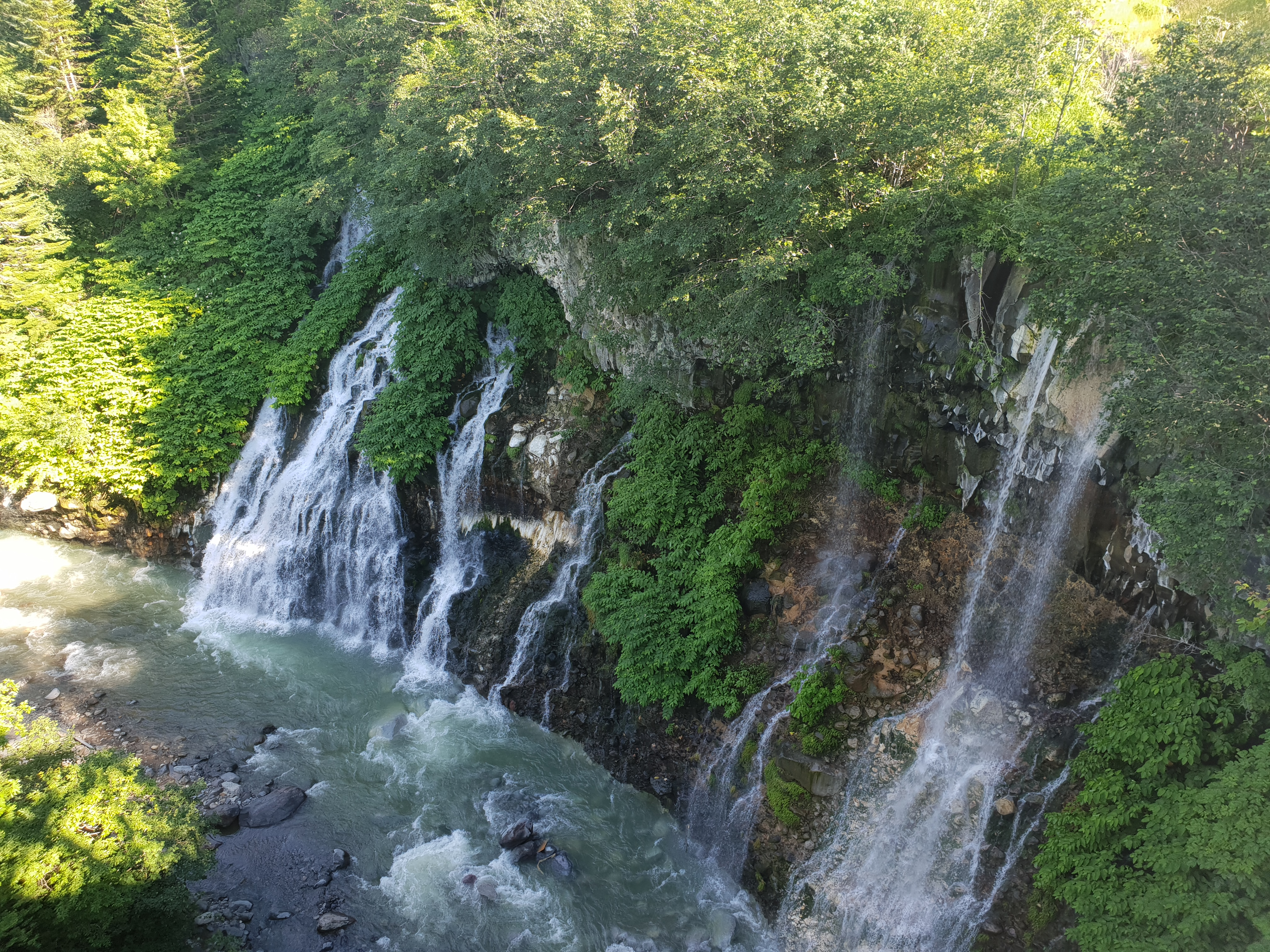
흰 수염 폭포

흰 수염 폭포(일본어: 白ひげの滝)는 일본 홋카이도 가미카와군 비에이정 시로가네 온천에 있는 폭포이다. 낙차는 30 미터이며, 해발은 600 미터이다.

## 개요
비에이강에 위치한 폭포다. 계곡 절벽 바위 틈새에서 가늘게 물이 흘러내리는 모습이 마치 하얀 수염을 닮았다 해 "흰 수염 폭포(시라히게노타키)"라는 이름이 붙었다. 폭포 폭은 약 40m이다. 비에이강 위에 있는 다리에서 폭포를 내려다 볼 수 있다. 폭포 바로 위에는 시로가네 온천이 있다.

## 사진

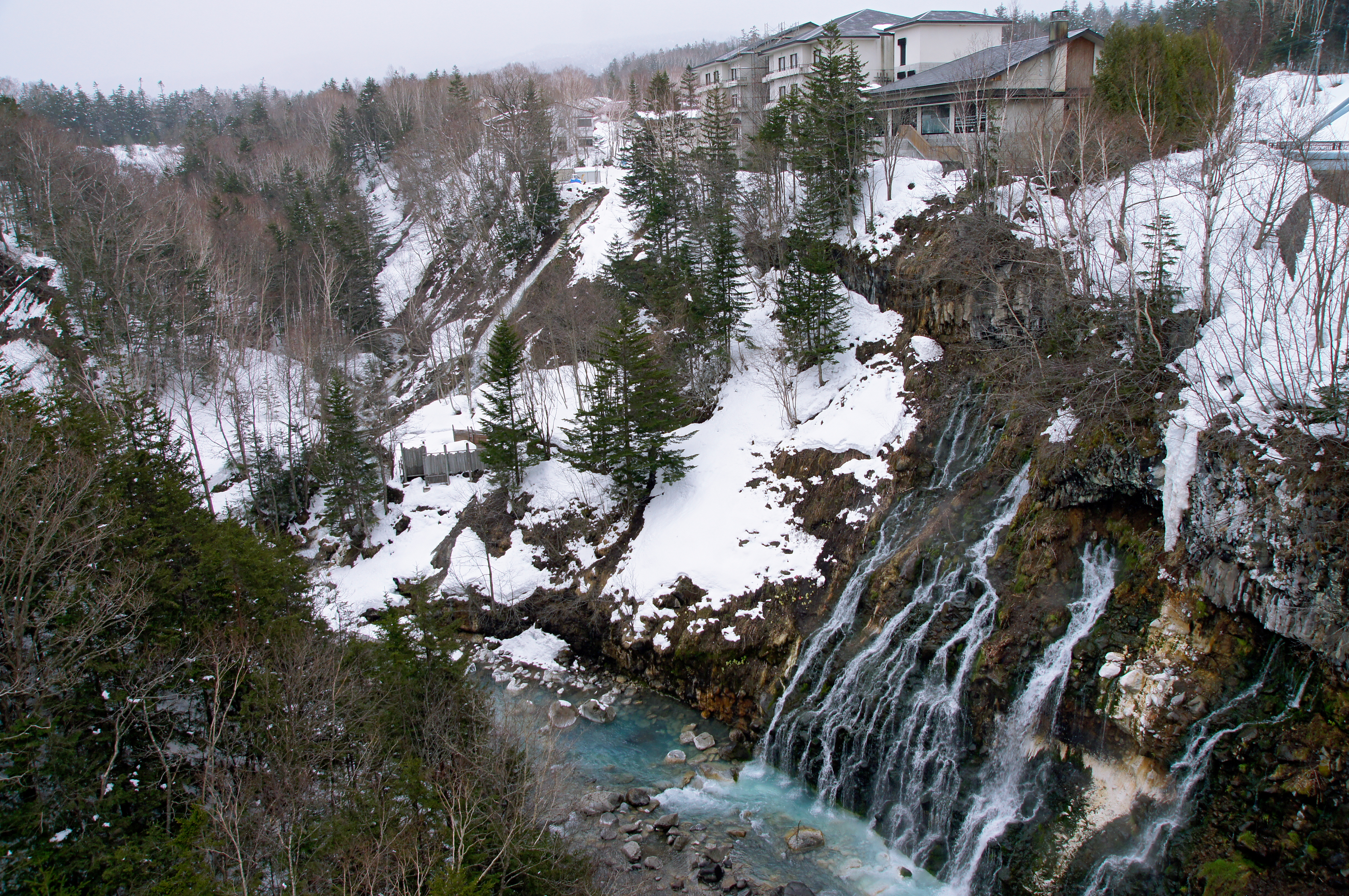
봄의 시라히게노타키
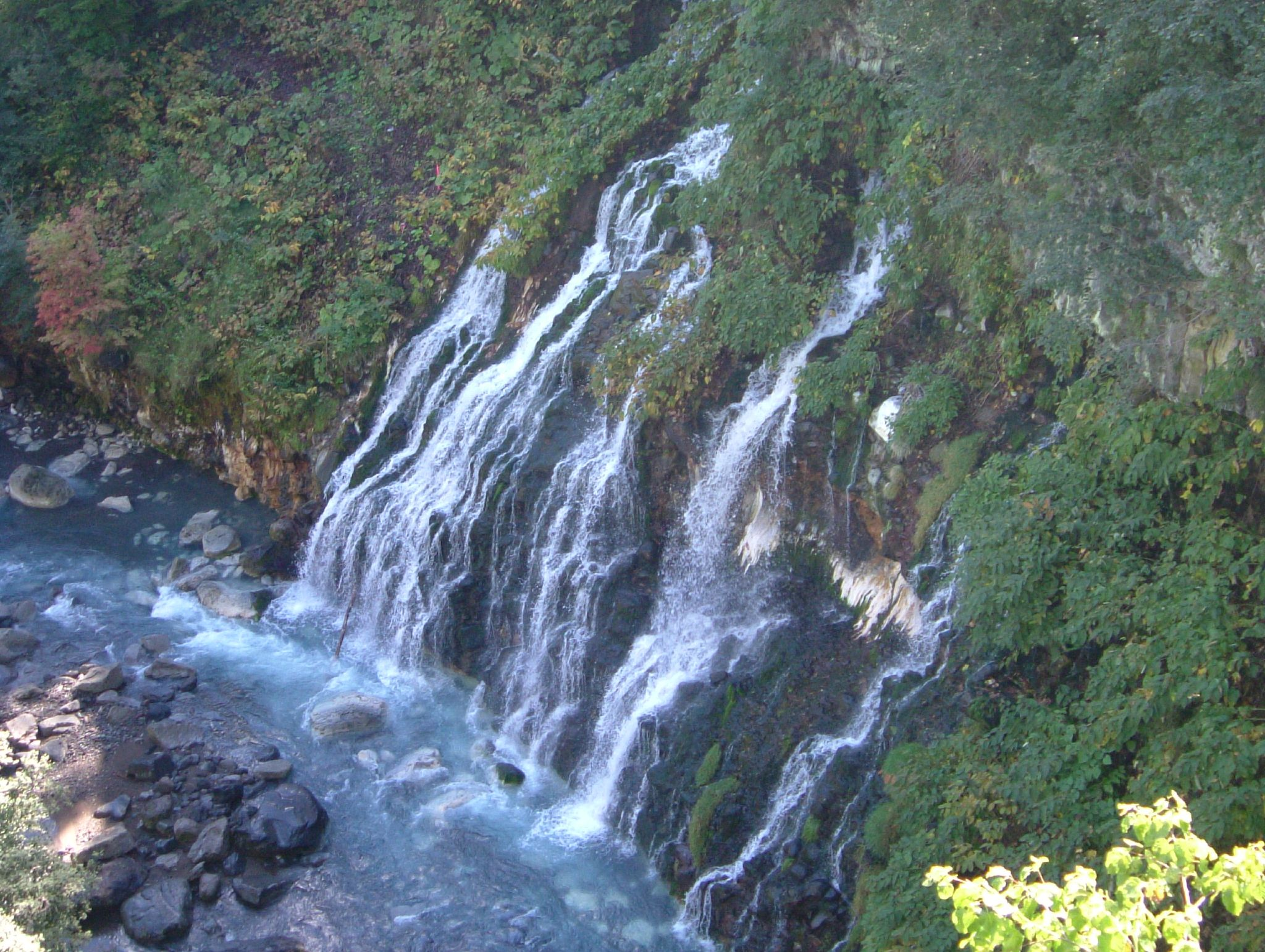
가을의 시라히게노타키